# 장천로 (인천)
장천로(Jangcheon-ro)는 인천광역시 미추홀구 숭의동에 있는 인천광역시도로, 총 연장은 1.157 km이다. 도로의 명칭이 유래된 것은 옛 지명인 장천리(내가 있는 마을)에서 인용하였던 것으로 보인다.

## 역사
- 2009년 9월 17일 : 도로명으로 장천로를 고시

## 주요 경유지
- 미추홀구
  - 숭의2동 - 숭의4동

## 접촉하는 도로
- 인주대로
- 미추로
- 독배로
- 독정이로
- 수봉로

## 주요 건물 및 시설
- 도일자동차공업사 (장천로 8/숭의동 296-24)
- 해밀하우스 (장천로 20-1/숭의동 296-9)
- 세기자동차공업사 (장천로 22/숭의동 296-11)
- 클래시아아파트 (장천로 28/숭의동 294-35)
- 대광자동차공업사 (장천로 35/숭의동 187-47)
- KT주안지점 (장천로 38/숭의동 283-1)
- 월드모닝빌 (장천로 52/숭의동 208-96)
- 청송빌딩 (장천로 61/숭의동 204-19)
- 진명자동차공업사 (장천로 64-1/숭의동 208-2)
- 두리맨션2차 (장천로 81/숭의동 242-6)
- 골든빌리지 (장천로 87/숭의동 242-66)
- 인천숭인교회 (장천로 88/숭의동 244-37)
- 인천숭의초등학교 (장천로 99/숭의동 42-2)